# Østre Omfartsvej (Tønder)
 For alternative betydninger, se Østre Omfartsvej. (Se også artikler, som begynder med Østre Omfartsvej)
 Østre Omfartsvej  er en 2-sporet motortrafikvej der går øst om Tønder. Den udgør en del af Primærrute 11 mellem Aalborg og den dansk-tyske grænse ved Sæd.
Vejen har i den nordlige ende via en rundkørsel ved Soldaterskoven forbindelse til Ribe Landevej. Vejen går i en bue uden om Tønder og passerer derefter en rundkørsel med forbindelse til Sekundærrute 419/Nordre Landevej og Sekundærrute 435/Åbenråvej. Vejen passerer derefter Vidå og den nedlagte Tønder-Tinglev-banen. Motortrafikvejen ender i syd i en rundkørsel med forbindelse til Sønderløgumlandevej, Sønderlandevej og Primærrute 8/Flensborglandevej.